# EHF Challenge Cup 2011/12
Am EHF Challenge Cup 2011/12 nahmen 36 Handball-Vereinsmannschaften teil, die sich in der vorangegangenen Saison in ihren Heimatländern für den Wettbewerb qualifiziert hatten. Es war die 12. Austragung des Challenge Cups unter diesem Namen. Die Pokalspiele begannen am 30. September 2011, das Rückrundenfinale fand am 28. Mai 2012 statt. Titelverteidiger des EHF Challenge Cups war der slowenische Verein RK Koper. Der Titelgewinner in der Saison war der griechische Verein AO Diomidis Argos.

## 2. Runde

### Qualifizierte Teams
| - Dublin International HC - Great Dane HC - Aloysians ProMinent - Ruislip Eagles |

### Entscheidungen
|  | Teilnahme an der Gruppenphase |

### Gruppe A
Das Turnier der Gruppe A fand vom 30. September bis zum 2. Oktober in der Tal-Qroqq University Sports Hall in Msida statt.

Der Tabellenerste qualifizierte sich für die 3. Runde. Die drei Letzten schieden aus dem Turnier aus.
| Pl. | Mannschaft              | Sp. | S | U | N | T  | GT | Diff | Pkt   |
| --- | ----------------------- | --- | - | - | - | -- | -- | ---- | ----- |
| 1.  | Great Dane HC           | 3   | 3 | 0 | 0 | 90 | 79 | + 11 | 6 : 0 |
| 2.  | Ruislip Eagles HC       | 3   | 2 | 0 | 1 | 86 | 79 | + 07 | 4 : 2 |
| 3.  | Aloysians ProMinent     | 3   | 1 | 0 | 2 | 67 | 75 | − 08 | 2 : 4 |
| 4.  | Dublin International HC | 3   | 0 | 0 | 3 | 72 | 82 | − 10 | 0 : 6 |

| 30. September 2011, Fr. 17:00 Uhr in Msida, Tal-Qroqq University Sports Hall | 150 Zuschauer Spielbericht | Dublin International HC Martinonis 6 | 19 : 21 (08 : 08) | Aloysians ProMinent 6 Kirov          |
| 30. September 2011, Fr. 19:30 Uhr in Msida, Tal-Qroqq University Sports Hall | 150 Zuschauer Spielbericht | Great Dane HC Ölschläger 10          | 30 : 29 (14 : 14) | Ruislip Eagles HC 8 Cros             |
| 1. Oktober 2011, Sa. 15:30 Uhr in Msida, Tal-Qroqq University Sports Hall    | 100 Zuschauer Spielbericht | Ruislip Eagles HC Cros 10            | 30 : 27 (13 : 14) | Dublin International HC 8 Martinonis |
| 1. Oktober 2011, Sa. 18:00 Uhr in Msida, Tal-Qroqq University Sports Hall    | 250 Zuschauer Spielbericht | Aloysians ProMinent Mifsud 6         | 24 : 29 (14 : 15) | Great Dane HC 8 Altong               |
| 2. Oktober 2011, So. 14:30 Uhr in Msida, Tal-Qroqq University Sports Hall    | 250 Zuschauer Spielbericht | Aloysians ProMinent Naudi 5          | 22 : 27 (11 : 12) | Ruislip Eagles HC 6 Cros             |
| 2. Oktober 2011, So. 17:00 Uhr in Msida, Tal-Qroqq University Sports Hall    | 150 Zuschauer Spielbericht | Dublin International HC Brezak 9     | 26 : 31 (12 : 16) | Great Dane HC 8 Altong               |

## Runde 3
Es nahm der Sieger der 2. Runde und die 31 Mannschaften, die sich vorher für den Wettbewerb qualifiziert hatten, teil.
Die Auslosung der 3. Runde fand am 26. Juli 2011 um 11:00 Uhr (UTC+2) in Wien statt.
Die Hinspiele fanden am 26./27. November und 2./3. Dezember 2011 statt. Die Rückspiele fanden am 27. November und 3./4. Dezember 2011 statt.

### Qualifizierte Teams
| Topf 1: - RK Maribor Branik - CSU Suceava - Sporting CP - SPR Stal Mielec - Kolubara Lazarevac - SSV Bozen - AC Doukas - HC Kriens-Luzern - BB Ankara Spor - Portovik Yuzhny - Tineks Prolet - RK Bjelovar - HC Spartak-Varna - MRK Goražde - HC Masheka Mogilev - Alytaus Almeida Strong | Topf 2: - Quintus - HC Zubri - Bney Hertzeliya - KH Prishtina - HC Caras Severin - Aguas Santas - KS Azoty-Pulawy - RK Radnički Kragujevac - AO Diomidis Argos - Wacker Thun - Trabzon Hentbol - RK Siscia - RK Gradačac - GHC Gomel - Maccabi "Tyrec" Tel Aviv - Great Dane HC (Sieger 2. Runde) |

### Ausgeloste Spiele und Ergebnisse
| Mannschaft 1                          | Mannschaft 2                         | Hinspiel             | Rückspiel            | Gesamt   |
| ------------------------------------- | ------------------------------------ | -------------------- | -------------------- | -------- |
| BB Ankara Spor Örnek 10               | Maccabi "Tyrec" Tel Aviv Halifi 15   | 26.11. Sa. 15:00 Uhr | 03.12. Sa. 20:00 Uhr | 48 : 50  |
| BB Ankara Spor Örnek 10               | Maccabi "Tyrec" Tel Aviv Halifi 15   | 25 : 18 (14 : 07)    | 23 : 32 (10 : 14)    | 48 : 50  |
| BB Ankara Spor Örnek 10               | Maccabi "Tyrec" Tel Aviv Halifi 15   | 450 Zuschauer        | 400 Zuschauer        | 48 : 50  |
| Aguas Santas Salgado 10               | HC Kriens-Luzern Beljanski 9         | 26.11. Sa. 18:00 Uhr | 03.12. Sa. 17:30 Uhr | 43 : 46  |
| Aguas Santas Salgado 10               | HC Kriens-Luzern Beljanski 9         | 29 : 22 (13 : 09)    | 14 : 24 (07 : 09)    | 43 : 46  |
| Aguas Santas Salgado 10               | HC Kriens-Luzern Beljanski 9         | 1.050 Zuschauer      | 1.000 Zuschauer      | 43 : 46  |
| CSU Suceava Gavriloaia 12             | Bney Hertzeliya Tica 9               | 26.11. Sa. 11:00 Uhr | 27.12. So. 11:00 Uhr | 70 : 48  |
| CSU Suceava Gavriloaia 12             | Bney Hertzeliya Tica 9               | 38 : 26 (18 : 13)    | 32 : 22 (16 : 09)    | 70 : 48  |
| CSU Suceava Gavriloaia 12             | Bney Hertzeliya Tica 9               | 400 Zuschauer        | 400 Zuschauer        | 70 : 48  |
| GHC Gomel Yashchanka 16               | Portovik Yuzhny Zakharov 14          | 03.12. Sa. 18:00 Uhr | 04.12. So. 18:00 Uhr | 54 : 69  |
| GHC Gomel Yashchanka 16               | Portovik Yuzhny Zakharov 14          | 26 : 34 (10 : 19)    | 28 : 35 (15 : 16)    | 54 : 69  |
| GHC Gomel Yashchanka 16               | Portovik Yuzhny Zakharov 14          | 600 Zuschauer        | 400 Zuschauer        | 54 : 69  |
| Tineks Prolet Naumovski 7             | Wacker Thun Linder 16                | 02.12. Fr. 20:00 Uhr | 03.12. Sa. 17:00 Uhr | 39 : 52  |
| Tineks Prolet Naumovski 7             | Wacker Thun Linder 16                | 19 : 27 (09 : 08)    | 20 : 25 (08 : 11)    | 39 : 52  |
| Tineks Prolet Naumovski 7             | Wacker Thun Linder 16                | 800 Zuschauer        | 750 Zuschauer        | 39 : 52  |
| RK Maribor Branik Mirkovic 9          | RK Radnički Kragujevac Cvetinovic 12 | 27.11. So. 18:00 Uhr | 04.12. So. 18:00 Uhr | 49 : 49* |
| RK Maribor Branik Mirkovic 9          | RK Radnički Kragujevac Cvetinovic 12 | 26 : 22 (11 : 13)    | 23 : 27 (12 : 13)    | 49 : 49* |
| RK Maribor Branik Mirkovic 9          | RK Radnički Kragujevac Cvetinovic 12 | 650 Zuschauer        | 2.100 Zuschauer      | 49 : 49* |
| AC Doukas Tziras 18                   | Great Dane HC Altong 8               | 03.12. Sa. 14:30 Uhr | 04.12. So. 16:00 Uhr | 66 : 35  |
| AC Doukas Tziras 18                   | Great Dane HC Altong 8               | 30 : 20 (12 : 09)    | 36 : 15 (16 : 07)    | 66 : 35  |
| AC Doukas Tziras 18                   | Great Dane HC Altong 8               | 200 Zuschauer        | 200 Zuschauer        | 66 : 35  |
| KS Azoty-Pulawy Zydron 10             | RK Bjelovar Djurkovic 13             | 26.11. Sa. 18:00 Uhr | 03.12. Sa. 19:00 Uhr | 42 : 43  |
| KS Azoty-Pulawy Zydron 10             | RK Bjelovar Djurkovic 13             | 20 : 19 (10 : 09)    | 22 : 24 (09 : 12)    | 42 : 43  |
| KS Azoty-Pulawy Zydron 10             | RK Bjelovar Djurkovic 13             | 750 Zuschauer        | 1.500 Zuschauer      | 42 : 43  |
| HC Zubri Jurka 14                     | MRK Goražde Biljaka 15               | 26.11. Sa. 18:00 Uhr | 03.12. Sa. 18:00 Uhr | 66 : 57  |
| HC Zubri Jurka 14                     | MRK Goražde Biljaka 15               | 40 : 26 (20 : 14)    | 26 : 31 (10 : 14)    | 66 : 57  |
| HC Zubri Jurka 14                     | MRK Goražde Biljaka 15               | 1.000 Zuschauer      | 1.500 Zuschauer      | 66 : 57  |
| Quintus Okkers 12                     | Kolubara Lazarevac Lomic 11          | 26.11. Sa. 16:00 Uhr | 03.12. Sa. 19:30 Uhr | 51 : 54  |
| Quintus Okkers 12                     | Kolubara Lazarevac Lomic 11          | 28 : 26 (14 : 14)    | 23 : 28 (09 : 11)    | 51 : 54  |
| Quintus Okkers 12                     | Kolubara Lazarevac Lomic 11          | 700 Zuschauer        | 700 Zuschauer        | 51 : 54  |
| Alytaus Almeida Strong Vaicikauskas 8 | RK Siscia Nuic 12                    | 26.11. Sa. 16:00 Uhr | 04.12. So. 18:00 Uhr | 37 : 62  |
| Alytaus Almeida Strong Vaicikauskas 8 | RK Siscia Nuic 12                    | 17 : 33 (08 : 15)    | 20 : 29 (08 : 14)    | 37 : 62  |
| Alytaus Almeida Strong Vaicikauskas 8 | RK Siscia Nuic 12                    | 1.000 Zuschauer      | 700 Zuschauer        | 37 : 62  |
| RK Gradačac Sijaković 12              | HC Masheka Mogilev Babichau 13       | 26.11. Sa. 19:00 Uhr | 27.11. So. 17:00 Uhr | 66 : 57  |
| RK Gradačac Sijaković 12              | HC Masheka Mogilev Babichau 13       | 32 : 21 (17 : 10)    | 34 : 36 (20 : 19)    | 66 : 57  |
| RK Gradačac Sijaković 12              | HC Masheka Mogilev Babichau 13       | 700 Zuschauer        | 300 Zuschauer        | 66 : 57  |
| Trabzon Hentbol Georgiyevski 15       | Sporting CP Silva Osorio Solha 20    | 26.11. Sa. 17:00 Uhr | 03.12. Sa. 17:00 Uhr | 47 : 72  |
| Trabzon Hentbol Georgiyevski 15       | Sporting CP Silva Osorio Solha 20    | 29 : 31 (15 : 12)    | 18 : 41 (07 : 18)    | 47 : 72  |
| Trabzon Hentbol Georgiyevski 15       | Sporting CP Silva Osorio Solha 20    | 800 Zuschauer        | 600 Zuschauer        | 47 : 72  |
| SPR Stal Mielec Chodara 11            | AO Diomidis Argos Taskovic 15        | 03.12. Sa. 18:00 Uhr | 04.12. So. 18:00 Uhr | 54 : 57  |
| SPR Stal Mielec Chodara 11            | AO Diomidis Argos Taskovic 15        | 28 : 27 (14 : 11)    | 26 : 30 (12 : 17)    | 54 : 57  |
| SPR Stal Mielec Chodara 11            | AO Diomidis Argos Taskovic 15        | 1.000 Zuschauer      | 1.000 Zuschauer      | 54 : 57  |
| KH Prishtina Hoxha 11                 | SSV Bozen Radovcic 16                | 26.11. Sa. 19:15 Uhr | 03.12. Sa. 19:00 Uhr | 47 : 77  |
| KH Prishtina Hoxha 11                 | SSV Bozen Radovcic 16                | 27 : 34 (10 : 17)    | 20 : 43 (13 : 23)    | 47 : 77  |
| KH Prishtina Hoxha 11                 | SSV Bozen Radovcic 16                | 1.000 Zuschauer      | 400 Zuschauer        | 47 : 77  |
| HC Caras Severin Marta 13             | HC Spartak-Varna Milenov Nikolov 9   | 26.11. Sa. 12:00 Uhr | 03.12. Sa. 17:30 Uhr | 73 : 47  |
| HC Caras Severin Marta 13             | HC Spartak-Varna Milenov Nikolov 9   | 42 : 23 (22 : 11)    | 31 : 24 (16 : 10)    | 73 : 47  |
| HC Caras Severin Marta 13             | HC Spartak-Varna Milenov Nikolov 9   | 600 Zuschauer        | 550 Zuschauer        | 73 : 47  |

* RK Maribor Branik qualifizierte sich aufgrund der Auswärtstorregel für die nächste Runde.

## Achtelfinale
Es nahmen die 16 Sieger der 3. Runde teil.
Die Auslosung des Achtelfinales fand am 6. Dezember 2011 um 11:00 Uhr (UTC+2) in Wien statt.
Die Hinspiele fanden am 10./11./18. Februar 2012 statt. Die Rückspiele fanden am 11./18./19. Februar 2012 statt.

### Qualifizierte Teams
| - RK Maribor Branik - CSU Suceava - Sporting CP - Kolubara Lazarevac - SSV Bozen - AC Doukas - HC Kriens-Luzern - Portovik Yuzhny | - RK Bjelovar - HC Zubri - HC Caras Severin - AO Diomidis Argos - Wacker Thun - RK Siscia - RK Gradačac - Maccabi "Tyrec" Tel Aviv |

### Ausgeloste Spiele und Ergebnisse
| Mannschaft 1                         | Mannschaft 2                    | Hinspiel             | Rückspiel            | Gesamt   |
| ------------------------------------ | ------------------------------- | -------------------- | -------------------- | -------- |
| HC Caras Severin Grozavescu 9        | SSV Bozen Turkovic 11           | 18.02. Sa. 19:00 Uhr | 19.02. So. 19:00 Uhr | 44 : 49  |
| HC Caras Severin Grozavescu 9        | SSV Bozen Turkovic 11           | 19 : 27 (08 : 14)    | 25 : 22 (13 : 08)    | 44 : 49  |
| HC Caras Severin Grozavescu 9        | SSV Bozen Turkovic 11           | 300 Zuschauer        | 400 Zuschauer        | 44 : 49  |
| Wacker Thun Linder 11                | Kolubara Lazarevac Tomic 9      | 10.02. Fr. 20:00 Uhr | 11.02. Sa. 17:00 Uhr | 68 : 62  |
| Wacker Thun Linder 11                | Kolubara Lazarevac Tomic 9      | 32 : 32 (16 : 12)    | 36 : 30 (15 : 09)    | 68 : 62  |
| Wacker Thun Linder 11                | Kolubara Lazarevac Tomic 9      | 800 Zuschauer        | 630 Zuschauer        | 68 : 62  |
| Maccabi "Tyrec" Tel Aviv Boskovic 15 | AC Doukas Mountzouridis 9       | 11.02. Sa. 17:00 Uhr | 18.02. Sa. 17:00 Uhr | 48 : 46  |
| Maccabi "Tyrec" Tel Aviv Boskovic 15 | AC Doukas Mountzouridis 9       | 27 : 26 (14 : 14)    | 21 : 20 (11 : 12)    | 48 : 46  |
| Maccabi "Tyrec" Tel Aviv Boskovic 15 | AC Doukas Mountzouridis 9       | 400 Zuschauer        | 350 Zuschauer        | 48 : 46  |
| CSU Suceava Gavriloaia 11            | RK Bjelovar Djurkovic 11        | 11.02. Sa. 11:00 Uhr | 18.02. Sa. 19:00 Uhr | 55 : 47  |
| CSU Suceava Gavriloaia 11            | RK Bjelovar Djurkovic 11        | 27 : 16 (12 : 08)    | 28 : 31 (13 : 10)    | 55 : 47  |
| CSU Suceava Gavriloaia 11            | RK Bjelovar Djurkovic 11        | 400 Zuschauer        | 1.000 Zuschauer      | 55 : 47  |
| AO Diomidis Argos Taskovic 13        | Portovik Yuzhny Poltoratskyi 15 | 11.02. Sa. 18:00 Uhr | 18.02. Sa. 18:00 Uhr | 53 : 53* |
| AO Diomidis Argos Taskovic 13        | Portovik Yuzhny Poltoratskyi 15 | 27 : 24 (11 : 08)    | 26 : 29 (12 : 17)    | 53 : 53* |
| AO Diomidis Argos Taskovic 13        | Portovik Yuzhny Poltoratskyi 15 | 300 Zuschauer        | 800 Zuschauer        | 53 : 53* |
| HC Zubri Strzinek 14                 | Sporting CP Campos Pinto 13     | 11.02. Sa. 18:00 Uhr | 18.02. Sa. 17:00 Uhr | 48 : 48* |
| HC Zubri Strzinek 14                 | Sporting CP Campos Pinto 13     | 26 : 23 (11 : 11)    | 22 : 25 (12 : 11)    | 48 : 48* |
| HC Zubri Strzinek 14                 | Sporting CP Campos Pinto 13     | 1.200 Zuschauer      | 800 Zuschauer        | 48 : 48* |
| RK Siscia Tojcic 12                  | HC Kriens-Luzern Stankovic 16   | 11.02. Sa. 18:00 Uhr | 18.02. Sa. 17:30 Uhr | 47 : 64  |
| RK Siscia Tojcic 12                  | HC Kriens-Luzern Stankovic 16   | 28 : 30 (14 : 16)    | 19 : 34 (09 : 16)    | 47 : 64  |
| RK Siscia Tojcic 12                  | HC Kriens-Luzern Stankovic 16   | 800 Zuschauer        | 850 Zuschauer        | 47 : 64  |
| RK Maribor Branik Sostaric 13        | RK Gradačac Sijakovic 17        | 11.02. Sa. 18:00 Uhr | 18.02. Sa. 19:00 Uhr | 56 : 53  |
| RK Maribor Branik Sostaric 13        | RK Gradačac Sijakovic 17        | 30 : 22 (12 : 09)    | 26 : 31 (14 : 13)    | 56 : 53  |
| RK Maribor Branik Sostaric 13        | RK Gradačac Sijakovic 17        | 650 Zuschauer        | 650 Zuschauer        | 56 : 53  |

* AC Diomidis Argos und Sporting CP qualifizierten sich aufgrund der Auswärtstorregel für die nächste Runde.

## Viertelfinale
Es nahmen die acht Sieger aus dem Achtelfinale teil.
Die Auslosung des Viertelfinales fand am 21. Februar 2011 um 11:00 Uhr (UTC+2) in Wien statt.
Die Hinspiele fanden am 17./18./24. März 2012 statt. Die Rückspiele fanden am 24./25. März 2012 statt.

### Qualifizierte Teams
| - RK Maribor Branik - CSU Suceava - Sporting CP - SSV Bozen | - HC Kriens-Luzern - AO Diomidis Argos - Wacker Thun - Maccabi "Tyrec" Tel Aviv |

### Ausgeloste Spiele und Ergebnisse
| Mannschaft 1                  | Mannschaft 2                         | Hinspiel             | Rückspiel            | Gesamt  |
| ----------------------------- | ------------------------------------ | -------------------- | -------------------- | ------- |
| Wacker Thun Linder 21         | SSV Bozen Turkovic 16                | 17.03. Sa. 17:00 Uhr | 24.03. Sa. 19:00 Uhr | 64 : 57 |
| Wacker Thun Linder 21         | SSV Bozen Turkovic 16                | 33 : 32 (12 : 19)    | 31 : 25 (16 : 09)    | 64 : 57 |
| Wacker Thun Linder 21         | SSV Bozen Turkovic 16                | 600 Zuschauer        | 400 Zuschauer        | 64 : 57 |
| HC Kriens-Luzern Stanković 18 | AO Diomidis Argos Taskovic 11        | 18.03. So. 17:00 Uhr | 25.03. So. 18:30 Uhr | 49 : 53 |
| HC Kriens-Luzern Stanković 18 | AO Diomidis Argos Taskovic 11        | 28 : 28 (14 : 15)    | 21 : 25 (10 : 15)    | 49 : 53 |
| HC Kriens-Luzern Stanković 18 | AO Diomidis Argos Taskovic 11        | 800 Zuschauer        | 1.200 Zuschauer      | 49 : 53 |
| CSU Suceava Gavriloaia 12     | Sporting CP Silva Osorio Solha 10    | 17.03. Sa. 11:00 Uhr | 24.03. Sa. 17:00 Uhr | 48 : 63 |
| CSU Suceava Gavriloaia 12     | Sporting CP Silva Osorio Solha 10    | 24 : 33 (13 : 18)    | 24 : 30 (17 : 13)    | 48 : 63 |
| CSU Suceava Gavriloaia 12     | Sporting CP Silva Osorio Solha 10    | 500 Zuschauer        | 400 Zuschauer        | 48 : 63 |
| RK Maribor Branik Klec 14     | Maccabi "Tyrec" Tel Aviv Bošković 21 | 24.03. Sa. 20:00 Uhr | 25.03. So. 20:00 Uhr | 58 : 59 |
| RK Maribor Branik Klec 14     | Maccabi "Tyrec" Tel Aviv Bošković 21 | 29 : 28 (13 : 12)    | 29 : 31 (10 : 14)    | 58 : 59 |
| RK Maribor Branik Klec 14     | Maccabi "Tyrec" Tel Aviv Bošković 21 | 500 Zuschauer        | 600 Zuschauer        | 58 : 59 |

## Halbfinale
Es nahmen die vier Sieger aus dem Viertelfinale teil.
Die Auslosung des Halbfinales fand am 27. März 2012 um 11:00 Uhr (UTC+2) in Wien statt.
Die Hinspiele fanden am 21. April 2012 statt. Die Rückspiele fanden am 28./29. April 2012 statt.

### Qualifizierte Teams
| - Sporting CP - AO Diomidis Argos | - Wacker Thun - Maccabi "Tyrec" Tel Aviv |

### Ausgeloste Spiele und Ergebnisse
| Mannschaft 1                         | Mannschaft 2                 | Hinspiel             | Rückspiel            | Gesamt   |
| ------------------------------------ | ---------------------------- | -------------------- | -------------------- | -------- |
| Maccabi "Tyrec" Tel Aviv Bošković 15 | AO Diomidis Argos Mallios 12 | 21.04. Sa. 20:00 Uhr | 29.04. So. 18:30 Uhr | 47 : 50  |
| Maccabi "Tyrec" Tel Aviv Bošković 15 | AO Diomidis Argos Mallios 12 | 26 : 29 (11 : 11)    | 21 : 21 (12 : 08)    | 47 : 50  |
| Maccabi "Tyrec" Tel Aviv Bošković 15 | AO Diomidis Argos Mallios 12 | 400 Zuschauer        | 1.500 Zuschauer      | 47 : 50  |
| Sporting CP Almeida Moreira 14       | Wacker Thun Linder 14        | 21.04. Sa. 19:00 Uhr | 28.04. Sa. 17:00 Uhr | 57 : 57* |
| Sporting CP Almeida Moreira 14       | Wacker Thun Linder 14        | 31 : 29 (12 : 15)    | 26 : 28 (14 : 15)    | 57 : 57* |
| Sporting CP Almeida Moreira 14       | Wacker Thun Linder 14        | 600 Zuschauer        | 1.550 Zuschauer      | 57 : 57* |

* Wacker Thun qualifizierte sich aufgrund der Auswärtstorregel für die nächste Runde.

## Finale
Es nahmen die zwei Sieger aus dem Halbfinale teil.
Die Auslosung des Finales fand am 2. Mai 2012 um 11:00 Uhr (UTC+2) in Köln statt.
Das Hinspiel fand am 20. Mai 2012 statt. Das Rückspiel fand am 28. Mai 2012 statt.

### Qualifizierte Teams
| - AO Diomidis Argos - Wacker Thun |

### Ausgeloste Spiele und Ergebnisse
| Mannschaft 1      | Mannschaft 2 | Hinspiel             | Rückspiel            | Gesamt  |
| ----------------- | ------------ | -------------------- | -------------------- | ------- |
| AO Diomidis Argos | Wacker Thun  | 20.05. So. 18:00 Uhr | 28.05. Mo. 17:00 Uhr | 46 : 45 |
| AO Diomidis Argos | Wacker Thun  | 26 : 23 (13 : 08)    | 20 : 22 (09 : 10)    | 46 : 45 |

### Hinspiel
AO Diomidis Argos - Wacker Thun  26 : 23 (13 : 8)
20. Mai 2012 in Loutraki, Stadium Georgios Galanopoulos, 1.400 Zuschauer.
AO Diomidis Argos: Tsoulos, Nungovitch - Mallios (6), Taskovic    (5), Marango  (4), Samaras  (3), Zaravinas  (3), Megaloikonomu   (2), Priobolos (2), Urosevic (1), Eleftherios, Kontoulis, Kremastiotis, Passias, Spentzos
Wacker Thun: Merz, Weber - Caspar  (6), Franic (5), Isailovic    (5), Buri (2), Linder (2), Dähler (1), Friedli (1), Von Deschwanden (1), Getzmann, Hess, Rathgeb, Studer  , Szymanski
Schiedsrichter:  Jiří Opava und Pavel Válek
Quelle: Spielbericht

### Rückspiel
Wacker Thun - AO Diomidis Argos  22 : 20 (10 : 9)
28. Mai 2012 in Thun, Sporthalle Lachen, 2.000 Zuschauer.
Wacker Thun: Merz, Weber - Franic   (7), Linder (7), Von Deschwanden (4), Dähler (3), Caspar   (1), Buri, Friedli, Getzmann, Hess, Isailovic , Rathgeb, Studer , Szymanski, Winkler
AO Diomidis Argos: Tsoulos, Nungovitch - Mallios (9), Megaloikonomu    (4), Taskovic    (3), Marango  (1), Priobolos (1), Samaras (1), Urosevic (1), Eleftherios, Kremastiotis, Passias, Spentzos, Zaravinas 
Schiedsrichter:  Evgenij Zotin und Nikolaj Volodkov
Quelle: Spielbericht